# Montenegrijns voetbalelftal (mannen)
Het Montenegrijns voetbalelftal is een team van voetballers dat Montenegro sinds 2007 vertegenwoordigt bij internationale wedstrijden. Daarvoor kwamen de Montenegrijnen – eventueel – eerst uit in het Joegoslavisch voetbalelftal en later in het voetbalelftal van Servië en Montenegro.
Het team werd na het wereldkampioenschap voetbal 2006 opgericht door de Montenegrijnse voetbalbond. Op het wereldkampioenschap van 2006 kwamen Servië en Montenegro nog als één team uit, ondanks het uiteenvallen van hun confederatie op 3 juni 2006.
Op 26 januari 2007 werd Montenegro als lid van de UEFA geaccepteerd. De eerste wedstrijd werd op zaterdag 24 maart 2007 in de Montenegrijnse hoofdstad Podgorica tegen Hongarije gespeeld en eindigde in 2–1. Mirko Vučinić maakte het eerste Montenegrijnse doelpunt.
Op 31 mei 2007 werd Montenegro als lid van de FIFA geaccepteerd op het 57e FIFA-congres in Zürich. Montenegro was het 208e land dat lid werd van de wereldvoetbalbond.

## Deelnames aan internationale toernooien

### Wereldkampioenschap
| Wereldkampioenschap voetbal | Wereldkampioenschap voetbal | Wereldkampioenschap voetbal | Wereldkampioenschap voetbal | Wereldkampioenschap voetbal | Wereldkampioenschap voetbal | Wereldkampioenschap voetbal | Wereldkampioenschap voetbal | Wereldkampioenschap voetbal |
| Jaar                        | Ronde                       | Wed.                        | W                           | G                           | V                           | DV                          | DT                          | Kwal                        |
| --------------------------- | --------------------------- | --------------------------- | --------------------------- | --------------------------- | --------------------------- | --------------------------- | --------------------------- | --------------------------- |
| 1930–1990                   | Bij Joegoslavië             | Bij Joegoslavië             | Bij Joegoslavië             | Bij Joegoslavië             | Bij Joegoslavië             | Bij Joegoslavië             | Bij Joegoslavië             | Bij Joegoslavië             |
| 1994–2006                   | Bij Servië en Montenegro    | Bij Servië en Montenegro    | Bij Servië en Montenegro    | Bij Servië en Montenegro    | Bij Servië en Montenegro    | Bij Servië en Montenegro    | Bij Servië en Montenegro    | Bij Servië en Montenegro    |
| 2010                        | Niet gekwalificeerd         | Niet gekwalificeerd         | Niet gekwalificeerd         | Niet gekwalificeerd         | Niet gekwalificeerd         | Niet gekwalificeerd         | Niet gekwalificeerd         | Niet gekwalificeerd         |
| 2014                        | Niet gekwalificeerd         | Niet gekwalificeerd         | Niet gekwalificeerd         | Niet gekwalificeerd         | Niet gekwalificeerd         | Niet gekwalificeerd         | Niet gekwalificeerd         | Niet gekwalificeerd         |
| 2018                        | Niet gekwalificeerd         | Niet gekwalificeerd         | Niet gekwalificeerd         | Niet gekwalificeerd         | Niet gekwalificeerd         | Niet gekwalificeerd         | Niet gekwalificeerd         | Niet gekwalificeerd         |
| 2022                        | Niet gekwalificeerd         | Niet gekwalificeerd         | Niet gekwalificeerd         | Niet gekwalificeerd         | Niet gekwalificeerd         | Niet gekwalificeerd         | Niet gekwalificeerd         | Niet gekwalificeerd         |

### Europees kampioenschap voetbal
| Europees kampioenschap voetbal | Europees kampioenschap voetbal | Europees kampioenschap voetbal | Europees kampioenschap voetbal | Europees kampioenschap voetbal | Europees kampioenschap voetbal | Europees kampioenschap voetbal | Europees kampioenschap voetbal | Europees kampioenschap voetbal |
| Jaar                           | Ronde                          | Wed.                           | W                              | G                              | V                              | DV                             | DT                             | Kwal                           |
| ------------------------------ | ------------------------------ | ------------------------------ | ------------------------------ | ------------------------------ | ------------------------------ | ------------------------------ | ------------------------------ | ------------------------------ |
| 1960–1992                      | Bij Joegoslavië                | Bij Joegoslavië                | Bij Joegoslavië                | Bij Joegoslavië                | Bij Joegoslavië                | Bij Joegoslavië                | Bij Joegoslavië                | Bij Joegoslavië                |
| 1996–2004                      | Bij Servië en Montenegro       | Bij Servië en Montenegro       | Bij Servië en Montenegro       | Bij Servië en Montenegro       | Bij Servië en Montenegro       | Bij Servië en Montenegro       | Bij Servië en Montenegro       | Bij Servië en Montenegro       |
| 2008                           | Geen deelname                  | Geen deelname                  | Geen deelname                  | Geen deelname                  | Geen deelname                  | Geen deelname                  | Geen deelname                  | Geen deelname                  |
| 2012                           | Niet gekwalificeerd            | Niet gekwalificeerd            | Niet gekwalificeerd            | Niet gekwalificeerd            | Niet gekwalificeerd            | Niet gekwalificeerd            | Niet gekwalificeerd            | Niet gekwalificeerd            |
| 2016                           | Niet gekwalificeerd            | Niet gekwalificeerd            | Niet gekwalificeerd            | Niet gekwalificeerd            | Niet gekwalificeerd            | Niet gekwalificeerd            | Niet gekwalificeerd            | Niet gekwalificeerd            |
| 2020                           | Niet gekwalificeerd            | Niet gekwalificeerd            | Niet gekwalificeerd            | Niet gekwalificeerd            | Niet gekwalificeerd            | Niet gekwalificeerd            | Niet gekwalificeerd            | Niet gekwalificeerd            |
| 2024                           | Niet gekwalificeerd            | Niet gekwalificeerd            | Niet gekwalificeerd            | Niet gekwalificeerd            | Niet gekwalificeerd            | Niet gekwalificeerd            | Niet gekwalificeerd            | Niet gekwalificeerd            |

### UEFA Nations League
| 2018–19 | C | 35e | 6 | 2 | 1 | 3 | 7  | 6 | Stabiel  |
| 2020–21 | C | 34e | 6 | 4 | 1 | 1 | 10 | 2 | Gestegen |
| 2022–23 | B | 28e | 6 | 2 | 1 | 3 | 6  | 6 | Stabiel  |

## FIFA-wereldranglijst[1]
| 2007 | 2008 | 2009 | 2010 | 2011 | 2012 | 2013 | 2014 | 2015 | 2016 | 2017 | 2018 | 2019 | 2020 | 2021 | 2022 | 2023 | 2024 |
| ---- | ---- | ---- | ---- | ---- | ---- | ---- | ---- | ---- | ---- | ---- | ---- | ---- | ---- | ---- | ---- | ---- | ---- |
| 172  | 112  | 74   | 25   | 51   | 31   | 52   | 59   | 85   | 63   | 46   | 44   | 64   | 63   | 72   | 69   | 70   | 73   |

## Eerste interland
Op 24 maart 2007 speelde Montenegro in de eigen hoofdstad Podgorica tegen Hongarije haar eerste interland als onafhankelijke staat. Tijdens de eerste interland van Montenegro kwamen de volgende spelers in actie, waarbij de club de toenmalige club van die speler was. Montenegro won met 2–1.
| naam              | geb. datum       | club                   |
| ----------------- | ---------------- | ---------------------- |
| Igor Burzanović   | 25 augustus 1985 | Rode Ster Belgrado     |
| Mirko Vučinić     | 1 oktober 1983   | AS Roma                |
| Radoslav Batak    | 15 augustus 1977 | Ankaraspor             |
| Branko Bošković   | 21 juni 1980     | Rapid Wien             |
| Vladimir Božović  | 13 november 1981 | OFK Belgrado           |
| Vlado Jeknić      | 12 januari 1975  | SV Wacker Burghausen   |
| Milan Jovanović   | 21 juli 1983     | Spartak Naltsjik       |
| Stevan Jovetić    | 2 november 1989  | Partizan Belgrado      |
| Savo Pavićević    | 11 december 1980 | Hajduk Kula            |
| Vukašin Poleksić  | 30 augustus 1982 | FC Tatabánya           |
| Milan Purović     | 5 juli 1985      | Rode Ster Belgrado     |
| Mirko Raičević    | 22 maart 1982    | FK Budućnost Podgorica |
| Jovan Tanasijević | 20 januari 1978  | Dinamo Moskou          |
| Janko Tumbasović  | 14 januari 1985  | FK Zeta                |
| Simon Vukčević    | 29 januari 1986  | FK Saturn              |

## Statistieken

### Van jaar tot jaar
- Bijgewerkt tot en met de EK-kwalificatiewedstrijd tegen  Hongarije (1-3) op 19 november 2023.

| Jaar | Interlands | Interlands | Interlands | Interlands | Doelpunten | Doelpunten | Doelpunten |
| Jaar | Duels      | Winst      | Gelijk     | Verlies    | Voor       | Tegen      | Saldo      |
| ---- | ---------- | ---------- | ---------- | ---------- | ---------- | ---------- | ---------- |
| 2007 | 6          | 2          | 1          | 3          | 5          | 7          | -2         |
| 2008 | 8          | 3          | 3          | 2          | 14         | 13         | +1         |
| 2009 | 9          | 3          | 4          | 2          | 9          | 11         | -2         |
| 2010 | 9          | 5          | 1          | 3          | 9          | 5          | +4         |
| 2011 | 8          | 1          | 2          | 5          | 7          | 13         | -6         |
| 2012 | 7          | 5          | 2          | 0          | 18         | 5          | +13        |
| 2013 | 8          | 2          | 3          | 3          | 11         | 17         | -6         |
| 2014 | 7          | 2          | 3          | 2          | 4          | 4          | 0          |
| 2015 | 8          | 2          | 0          | 6          | 9          | 17         | -8         |
| 2016 | 7          | 2          | 2          | 3          | 10         | 7          | +3         |
| 2017 | 7          | 3          | 0          | 4          | 12         | 10         | +2         |
| 2018 | 10         | 2          | 4          | 4          | 10         | 8          | +2         |
| 2019 | 10         | 2          | 3          | 5          | 7          | 20         | -13        |
| 2020 | 8          | 4          | 3          | 1          | 11         | 3          | +8         |
| 2021 | 12         | 3          | 4          | 5          | 15         | 18         | -3         |
| 2022 | 10         | 3          | 2          | 5          | 9          | 10         | -1         |
| 2023 | 10         | 4          | 2          | 4          | 13         | 17         | -4         |

### Tegenstanders
- Bijgewerkt tot en met de EK-kwalificatiewedstrijd tegen  Hongarije (1-3) op 19 november 2023.

| Tegenstander                      | Wed. | W | G | V | DV | DT | DS  |
| --------------------------------- | ---- | - | - | - | -- | -- | --- |
| Albanië → (details)               | 2    | 0 | 0 | 2 | 2  | 4  | –2  |
| Armenië → (details)               | 3    | 1 | 0 | 2 | 6  | 5  | +1  |
| Azerbeidzjan → (details)          | 3    | 2 | 1 | 0 | 4  | 0  | +4  |
| België → (details)                | 1    | 0 | 1 | 0 | 2  | 2  | 0   |
| Bosnië en Herzegovina → (details) | 4    | 0 | 3 | 1 | 1  | 3  | -2  |
| Bulgarije → (details)             | 8    | 3 | 4 | 1 | 9  | 9  | 0   |
| Colombia → (details)              | 1    | 0 | 0 | 1 | 0  | 1  | –1  |
| Cyprus → (details)                | 5    | 2 | 3 | 0 | 9  | 3  | +6  |
| Denemarken → (details)            | 3    | 1 | 0 | 2 | 2  | 3  | –1  |
| Engeland → (details)              | 6    | 0 | 3 | 3 | 5  | 19 | –14 |
| Estland → (details)               | 1    | 1 | 0 | 0 | 1  | 0  | +1  |
| Finland → (details)               | 2    | 0 | 0 | 2 | 0  | 4  | -4  |
| Georgië → (details)               | 2    | 1 | 1 | 0 | 2  | 1  | +1  |
| Ghana → (details)                 | 1    | 1 | 0 | 0 | 1  | 0  | +1  |
| Gibraltar → (details)             | 3    | 1 | 0 | 2 | 8  | 1  | +7  |
| Griekenland → (details)           | 2    | 1 | 0 | 1 | 2  | 2  | 0   |
| Hongarije → (details)             | 5    | 2 | 2 | 1 | 8  | 8  | 0   |
| Ierland → (details)               | 2    | 0 | 2 | 0 | 0  | 0  | 0   |
| IJsland → (details)               | 1    | 1 | 0 | 0 | 2  | 1  | +1  |
| Iran → (details)                  | 2    | 0 | 1 | 1 | 1  | 2  | –1  |
| Israël → (details)                | 1    | 0 | 0 | 1 | 1  | 3  | –2  |
| Italië → (details)                | 2    | 0 | 0 | 2 | 1  | 4  | –3  |
| Japan → (details)                 | 1    | 0 | 0 | 1 | 0  | 2  | –2  |
| Kazachstan → (details)            | 4    | 3 | 1 | 0 | 11 | 0  | +11 |
| Kosovo → (details)                | 2    | 0 | 1 | 1 | 1  | 3  | -2  |
| Letland → (details)               | 4    | 2 | 2 | 0 | 5  | 2  | +3  |
| Libanon → (details)               | 1    | 1 | 0 | 0 | 3  | 2  | +1  |
| Liechtenstein → (details)         | 2    | 1 | 1 | 0 | 2  | 0  | +2  |
| Litouwen → (details)              | 4    | 3 | 1 | 0 | 10 | 3  | +7  |
| Luxemburg → (details)             | 3    | 2 | 0 | 1 | 6  | 3  | +3  |
| Moldavië → (details)              | 4    | 3 | 0 | 1 | 7  | 5  | +2  |
| Noord-Ierland → (details)         | 1    | 1 | 0 | 0 | 2  | 0  | +2  |
| Nederland → (details)             | 3    | 1 | 1 | 1 | 2  | 6  | -4  |
| MKD → (details)                   | 3    | 1 | 0 | 2 | 4  | 7  | –3  |
| Noorwegen → (details)             | 4    | 1 | 0 | 3 | 4  | 6  | -2  |
| Oekraïne → (details)              | 2    | 1 | 0 | 1 | 1  | 4  | –3  |
| Oezbekistan → (details)           | 1    | 1 | 0 | 0 | 1  | 0  | +1  |
| Oostenrijk → (details)            | 2    | 0 | 0 | 2 | 2  | 4  | –2  |
| Polen → (details)                 | 4    | 0 | 2 | 2 | 6  | 9  | –3  |
| Roemenië → (details)              | 7    | 3 | 2 | 2 | 7  | 6  | +1  |
| Rusland → (details)               | 2    | 0 | 0 | 2 | 0  | 5  | –5  |
| San Marino → (details)            | 2    | 2 | 0 | 0 | 9  | 0  | +9  |
| Servië → (details)                | 4    | 0 | 0 | 4 | 2  | 9  | -7  |
| Slovenië → (details)              | 3    | 0 | 1 | 2 | 1  | 4  | -3  |
| Slowakije → (details)             | 2    | 0 | 1 | 1 | 2  | 4  | –2  |
| Tsjechië → (details)              | 5    | 0 | 0 | 5 | 1  | 13 | –12 |
| Turkije → (details)               | 4    | 0 | 2 | 2 | 5  | 7  | –2  |
| Wales → (details)                 | 3    | 2 | 0 | 1 | 4  | 3  | +1  |
| Wit-Rusland → (details)           | 4    | 2 | 2 | 0 | 4  | 1  | +3  |
| Zweden → (details)                | 3    | 0 | 1 | 2 | 3  | 6  | –3  |
| Zwitserland → (details)           | 2    | 1 | 0 | 1 | 1  | 2  | –1  |

## Huidige selectie
De volgende spelers maakten deel uit van de Montenegrijnse selectie voor de vriendschappelijke wedstrijden tegen Bosnië en Herzegovina op 2 juni 2021 en Israël op 5 juni 2021.
- Interlands en doelpunten bijgewerkt tot en met de wedstrijd tegen Israël op 5 juni 2021.

| №           | Naam             | Wed. | Dlpnt. | Club                    |
| ----------- | ---------------- | ---- | ------ | ----------------------- |
| Doel        |                  |      |        |                         |
| 12          | Milan Mijatović  | 18   | 0      | MTK Boedapest           |
| 1           | Miloš Dragojević | 2    | 0      | Budućnost               |
| 13          | Matija Šarkić    | 1    | 0      | Wolverhampton Wanderers |
| Verdediging |                  |      |        |                         |
| 20          | Marko Vučić      | 2    | 0      | Sutjeska Nikšić         |
| 5           | Igor Vujačić     | 11   | 0      | Partizan                |
| 22          | Marko Simić      | 48   | 2      | Liepāja                 |
| 6           | Žarko Tomašević  | 41   | 5      | Astana                  |
| 23          | Ilija Martinović | 3    | 0      | Maribor                 |
| 7           | Marko Vešović    | 32   | 2      | Qarabağ                 |
| 2           | Dragan Grivić    | 2    | 0      | Sutjeska Nikšić         |
| 14          | Adrijan Rudović  | 0    | 0      | Dečić                   |
| Middenveld  |                  |      |        |                         |
| 16          | Vladimir Jovović | 39   | 0      | Jablonec                |
| 18          | Nebojša Kosović  | 28   | 1      | Kairat                  |
| 8           | Marko Janković   | 25   | 1      | Beitar Jeruzalem        |
| 10          | Igor Ivanović    | 8    | 3      | Budućnost               |
| 21          | Vukan Savićević  | 8    | 0      | Samsunspor              |
| 4           | Marko Vukčević   | 6    | 0      | UT Arad                 |
| 15          | Miloš Raičković  | 5    | 0      | Budućnost               |
| 19          | Milutin Osmajić  | 3    | 0      | Cádiz                   |
| 3           | Kristijan Vulaj  | 1    | 0      | Dečić                   |
| Aanval      |                  |      |        |                         |
| 11          | Fatos Bećiraj    | 80   | 12     | Astana                  |
| 9           | Stefan Milošević | 2    | 0      | Waasland - Beveren      |